# Thorsten Ott
Thorsten Ott (* 18. Juni 1973) ist ein ehemaliger deutscher Fußballspieler.

## Spielerkarriere
Aus der A-Jugend von Kickers Offenbach hervorgegangen, erhielt Ott 1991 einen Lizenzspielervertrag beim FC Bayern München, für deren zweite Mannschaft er bis 1994 aktiv war. Für diese kam er auch in zwei Spielen um den DFB-Pokal (in der 1. und 2. Runde 1993/94) zum Einsatz. In der Saison 1991/92 gehörte er zum Profikader. Sein einziges Bundesligaspiel absolvierte er am 28. August 1991 (6. Spieltag) bei der 0:2-Niederlage im Heimspiel gegen den VfL Bochum, als er in der 75. Minute für Michael Sternkopf eingewechselt wurde.
1994 wechselte er nach Seligenstadt zur dort ansässigen Sportvereinigung 1912 im Landkreis Offenbach und 1996 zum hessischen Oberligisten SV Wehen 1926, mit dem er nach einer Spielzeit und erfolgtem Aufstieg in die Regionalliga Süd eine weitere in dieser absolvierte. Mit Platz 13 hielt der Verein die Klasse, nicht aber Ott.
In der Fußballabteilung der Sportgemeinschaft 1945 e.V. Dietzenbach beendete Ott 2003 nach fünf Spielzeiten seine aktive Fußballer-Karriere.

## Trainerkarriere
Nach seiner aktiven Karriere war er als Trainer im Juniorenbereich des TuS 1880 e.V. Froschhausen tätig.